# Городний, Геннадий Евгеньевич
Геннадий Евгеньевич Городний (родился 4 октября 1957 года, г. Конотоп Сумской области, УССР) — российский деятель кинематографа. Режиссёр, сценарист, продюсер. Член Союза кинематографистов РФ, член правления Комиссии неигрового кино Союза. Руководитель «Школы-студии Документального Кино», директор продюсерского центра «Диалог», бывш. генеральный директор государственного предприятия «Российская центральная студия хроникально-документальных и учебных фильмов»..

## Биография
По окончании школы поступил в МАИ.
В 1989 году окончил сценарный факультет ВГИКа (мастерская И. Вайсфельда).
В 1991 году окончил отделение режиссуры неигрового кино ВКСР (мастерская П. Мостового).
В 1989-1994 годах — продюсер кинокомпании РОСТ.
С 1995 года директор и продюсер Киновидеостудии «Школа-студия документального кино».
С 2002 года председатель правления и продюсер Продюсерского центра неигрового кино и телевидения «Диалог».
С 2004 года учредитель и генеральный директор ООО Киностудия "55" (в настоящее время организация ликвидирована).
С 2014 года учредитель Ассоциации Психоаналитического Коучинга и Бизнес-Консультирования в г. Москве.

## Фильмография

### Режиссёр
- 1991 — «Танцверанда им. Ф. Э. Дзержинского» (документальный)
- 1992 — «Мост» (документальный)
- 1993 — «Привести в исполнение» (документальный)
- 1994 — «В тени экологической бомбы» (документальный)
- 1994 — «Венецианское зеркало» (короткометражный)
- 1994 — «Крест» (документальный)
- 1995 — «Веселые картинки» (документальный)
- 1996 — «Я памятник себе воздвиг» (документальный, видео)
- 1997 — «Плен дракона» (документальный)
- 1998 — «Вода! Вода!» (документальный)
- 1998 — «Московский ноктюрн» (документальный)
- 1999 — «Занесенные ветром» (документальный) — совместно с А. Осиповым
- 2004 — «Арам Хачатурян. Хроники» (документальный)
- 2005 — «Мессия темных сил. Оккультные тайны Третьего рейха» (документальный телефильм)

### Сценарист
- 1993 — «Привести в исполнение» (документальный) — автор сценария
- 1994 — «В тени экологической бомбы» (документальный) — автор сценария
- 1994 — «Венецианское зеркало» (короткометражный) — автор сценария совместно с С. Коноваловой
- 1996 — «Я памятник себе воздвиг» (документальный, видео) — автор сценария
- 1997 — «Плен дракона» (документальный) — автор сценария совместно с Л. Гуревичем
- 1998 — «Вода! Вода!» (документальный) — автор сценария
- 1998 — «Московский ноктюрн» (документальный) — автор сценария
- 1999 — «Занесенные ветром» (документальный) — автор сценария
- 2004 — «Арам Хачатурян. Хроники» (документальный) — автор сценария совместно с Т. Варжапетян
- 2005 — «Мессия темных сил. Оккультные тайны Третьего рейха» (документальный телефильм) — автор сценария

### Продюсер
- 1993 — «Привести в исполнение» (документальный) — продюсер
- 1994 — «В тени экологической бомбы» (документальный) — продюсер
- 1994 — «Новые красные» (документальный, видео) — продюсер
- 1994 — «Портрет с друзьями» (документальный) — продюсер
- 1994 — «Татьяна и Молле» (документальный, видео) — продюсер
- 1996 — «Я памятник себе воздвиг» (документальный, видео) — продюсер
- 1997 — «Мальчик» (мультфильм) — продюсер
- 1997 — «Плен дракона» (документальный) — продюсер
- 1998 — «Вода! Вода!» (документальный) — продюсер
- 1998 — «Московский ноктюрн» (документальный) — продюсер
- 1998 — «Хор девушек» (документальный) — продюсер
- 2000 — «Голос Термена» (документальный) — продюсер
- 2000 — «Царская охота» (документальный) — продюсер
- 2001 — «Исток» (документальный) — продюсер
- 2001 — «Скажите, почему?» (документальный) — продюсер
- 2002 — «Еразанк» (документальный) — продюсер совместно с В. Морозовым
- 2002 — «Иллюзия» (документальный) — продюсер
- 2002 — «На кромке бытия» (документальный) — продюсер совместно с В. Морозовым
- 2002 — «Ночной дозор» (документальный) — продюсер
- 2002 — «Сеанс гипноза» (документальный) — продюсер
- 2003 — «Вайнах» (документальный) — продюсер
- 2003 — «Возвращение Шаткова» (документальный) — продюсер
- 2003 — «Да будет свет!» (документальный) — продюсер
- 2003 — «Килька балтийская пряного посола» (документальный) — продюсер
- 2003 — «Сиреневое счастье» (документальный) — продюсер
- 2003 — «Экскурсия в страну отцов» (документальный) — продюсер
- 2004 — «Москва вторая. Город мечты» (документальный) — продюсер
- 2005 — «Мессия темных сил. Оккультные тайны Третьего рейха» (документальный телефильм) — продюсер
- 2012 — «Куц, который всегда бежал впереди» (документальный) — продюсер

## Признание и награды
- 1994 — Приз телевидения Финляндии («За лучший документальный фильм года», фильм «Привести в исполнение»)
- 1995 — МКФ «Экомир» в Минске (Бронзовый приз, фильм «В тени экологической бомбы»)
- 1995 — МКФ к/м фильмов в Кракове (Приз «Серебряный Дракон», фильм «Крест»)
- 1996 — ОКФ неигрового кино «Россия» в Екатеринбурге (Диплом жюри «За лучший грустный фильм о веселом человеке», фильм «Веселые картинки»)
- 1997 — ОКФ неигрового кино «Россия» в Екатеринбурге (Главный приз за лучший научно-популярный фильм, фильм «Плен дракона»)